# Renzo de'Vidovich
Renzo de'Vidovich (Zadar, 1934. – ?, 2024.) bio je talijanski političar i novinar. Po obrazovanju je ekonomist. Živio je u Trstu. 
Sudjelovao je u sindikalnom radu. Bio je zastupnik Trsta u talijanskome parlamentu, kao pripadnik neofašističkog pokreta Movimento Sociale Italiano – Destra Nazionale.
Pored djelovanja u raznim časopisima, u Trstu je od 1996. pokrenuo te uređivao časopis Il Dalmata, imenom u spomen na istoimeno autonomaško glasilo koje je u 19. i u poč. 20. st. izlazilo u Zadru. 
Djelovao je u esulskim udrugama u Italiji kao jedan od najistaknutijih članova. Bio je usredotočen na djelovanje u Hrvatskoj, posebno kroz djelovanje zaklade "Rustia-Traine". Godine 2004. osnovao je "Centar za dalmatinska povijesna istraživanja u Splitu" (Centro di Ricerche Culturali Dalmate – Spalato), čiji je bio predsjednik, i u suradnji s talijanskom regijom Veneto, imao i izdavačku djelatnost. Pokrenuo je i projekt Europska regija Dalmacija.
Organizirao je putujuću izložbu Artisti Dalmati Italiani Contemporanei, koja je postavljanjem u Hrvatskoj, bez prethodne provjere njene pozadine, u Muzeju hrvatskih arheoloških spomenika u Splitu 2005., izazvala skandal u hrvatskoj javnosti.